# Награды Астрахани
Награды города Астрахани — муниципальные награды города Астрахани, используемые (наряду с наградами Астраханской области) для награждения жителей областного центра — города Астрахани.
Награды учреждены администрацией города Астрахани согласно Постановлению администрации муниципального образования «Город Астрахань» от 8 мая 2015 года № 2845 "Об утверждении Положений о наградах и поощрениях администрации муниципального образования «Город Астрахань».
К наградам города Астрахани относятся:
- звание «Почётный гражданин города Астрахани»;
- именной почётный знак «За гражданские заслуги» I и II степени;
- памятный знак «Бриллиантовый Лавр»;
- памятный знак «Золотой Лавр»;
- медаль «Слава Астрахани»;
- почётная грамота администрации муниципального образования «Город Астрахань»;
- благодарственное письмо главы администрации муниципального образования «Город Астрахань»;
- ценный и памятный подарки главы администрации муниципального образования «Город Астрахань»;
- премии города Астрахани.

Городские награды являются формой поощрения граждан и организаций за заслуги в экономике, совершенствование системы городского самоуправления, жилищно-коммунального хозяйства, науке, культуре, спорте, искусстве, государственной и муниципальной службе и иные заслуги перед городом Астраханью.

## Перечень наград
| Изображение награды | Наименование награды                                                                          | Дата учреждения      | Правила награждения | Источник |
| ------------------- | --------------------------------------------------------------------------------------------- | -------------------- | --- | --- |
|                     | Звание «Почётный гражданин города Астрахани» ––– (Знак «Почётный гражданин города Астрахани») | 7 марта 2006 года    | Присвоение звания «Почётный гражданин города Астрахани» является признанием особых заслуг гражданина перед городом, поощрением его личной деятельности, направленной на повышение авторитета города, обеспечение его благополучия и процветания. Звание «Почётный гражданин города Астрахани» присваивается: - гражданам, проживающим в Городе не менее 10 лет, получившим широкую известность и уважение жителей города за большой вклад в развитие экономики, производства, науки, техники, культуры, искусства, воспитания и образования, здравоохранения и других сфер; - уроженцам города Астрахани, чья государственная, политическая, общественная, научная, творческая или иная деятельность получила всероссийское или международное признание; - гражданам Российской Федерации, других государств, имеющим выдающиеся заслуги перед городом. | Решение Совета муниципального образования «город Астрахань» от 7 марта 2006 года № 29 «Об утверждении Положения о присвоении звания "Почётный гражданин города Астрахани"» (с изменениями на 1 февраля 2018 года) |
|                     | Именной почётный знак «За гражданские заслуги» I степени                                      | 5 марта 2008 года    | Именным почётным знаком «За гражданские заслуги» II и I степени награждаются граждане города Астрахань за особые личные заслуги, внесшие весомый вклад в социально-экономическое развитие города, строительство объектов социального и культурного назначения, инженерных сетей и сооружений, благоустройство улиц и площадей, сохранение мира и дружбы между народами разных национальностей, дальнейшее развитие благотворительности и меценатства. | Постановление мэра города Астрахани от 5 марта 2008 года № 558-М "Об утверждении именного почётного знака «За гражданские заслуги»                                                                                |
|                     | Именной почётный знак «За гражданские заслуги» II степени                                     | 5 марта 2008 года    | См. «Правила награждения именным почётным знаком «За гражданские заслуги» I степени». | Постановление мэра города Астрахани от 5 марта 2008 года № 558-М "Об утверждении именного почётного знака «За гражданские заслуги»                                                                                |
|                     | Памятный знак «Бриллиантовый Лавр» ––– (Книга «Бриллиантовый Лавр»)                           | 20 августа 1999 года | Памятными знаками (нагрудным и настольным) «Бриллиантовый Лавр» награждаются граждане Российской Федерации и других государств за выдающиеся заслуги перед астраханцами в благотворительной деятельности и меценатстве. Получению знаков «Бриллиантовый Лавр» должно предшествовать присвоение памятного знака «Золотой Лавр» не менее двух раз в соответствии с Положением о памятном знаке «Золотой Лавр». Лица, удостоенные знаков (нагрудного и настольного) «Бриллиантовый Лавр» заносятся в Книгу «Бриллиантовый Лавр», учреждённую с целью увековечения имен граждан за выдающиеся заслуги перед городом Астраханью и горожанами в благотворительной деятельности и меценатстве. Лицам, награждённым знаками и внесённым в Книгу, в торжественной обстановке вручается удостоверение под номерным знаком. В Книгу «Бриллиантовый Лавр» заносятся биографические данные с цветными фотографиями лиц, заслуживших право на получение знаков (нагрудного и настольного) «Бриллиантовый Лавр» и развернутая характеристика их благотворительной деятельности. | Постановление мэра города Астрахани от 20 августа 1999 года № 2603-м "Об утверждении Положений о Книге и знаках (нагрудном и настольном) «Бриллиантовый Лавр»                                                     |
|                     | Памятный знак «Золотой Лавр» ––– (Книга «Золотой Лавр»)                                       | 13 августа 1997 года | Памятным знаком «Золотой Лавр» с занесением в Книгу «Золотой Лавр» могут быть награждены граждане, коллективы предприятий, учреждений, общественные организации и другие юридические лица города Астрахани, а также физические и юридические лица Российской Федерации и других государств, оказавшие значительную благотворительную помощь астраханцам. Сумма благотворительной помощи определяется общественной комиссией ежегодно на первом заседании. Памятный знак «Золотой Лавр» вручается за бескорыстную, постоянную, долговременную и весомую единовременную помощь, которая направлена на поддержку молодых дарований, талантливых творческих коллективов, российских и международных конкурсов и спортивных соревнований, а также на благотворительные акции нуждающимся гражданам и организациям города для реализации целевых социально-культурных и социально-бытовых программ. | Решение городского Совета города Астрахани от 13 августа 1997 года № 127 "Об учреждении Книги «Золотой Лавр» и Памятного знака «Золотой Лавр»                                                                     |
|                     | Медаль «Слава Астрахани»                                                                      | 11 июля 2019 года    | Медаль «Слава Астрахани» является высшим признанием заслуг удостоенного ею лица перед муниципальным образованием «Город Астрахань» в деятельности, направленной на всестороннее развитие, обеспечение благополучия и процветания муниципального образования «Город Астрахань». Основаниями для награждения медалью являются: - достижения и заслуги в области экономики, производства, науки, техники, культуры, искусства, воспитания и образования, здравоохранения, спорта, охраны окружающей среды, гражданской обороны и других областях трудовой деятельности; - личный вклад в укрепление законности, правопорядка и общественной безопасности, в развитие системы муниципального управления и общественных инициатив, укрепление дружбы и сотрудничества наций и народностей; - самоотверженность, мужество и отвага, проявленные при спасении людей во время чрезвычайных ситуаций (стихийные бедствия, аварии, катастрофы и другие чрезвычайные ситуации), а также действия, проявленные при исполнении гражданского или служебного долга в условиях, сопряженных с риском для жизни; - благотворительная и иная деятельность, способствующая всестороннему развитию муниципального образования «Город Астрахань» и повышению благосостояния его жителей; - высокое профессиональное мастерство и многолетний добросовестный труд; - значительный вклад в выполнение социально-экономических программ развития муниципального образования «Город Астрахань», повышение его престижа. | Решение Астраханской Городской Думы от 11 июля 2019 года № 63 «Об учреждении медали "Слава Астрахани"» --- Положение о медали «Слава Астрахани», рисунок медали ---                                               |